# Тубинцы
Тубинцы (самоназвание — адыг. Адыгэ, Тубэх) — одно из адыгских (черкесских) племён.
В российской историографии известны с XVIII века. В 1837 году — царский генерал И. Ф. Бларамберг, составил «Историческое, топографическое, статистическое, этнографическое и военное описание Кавказа», в котором написал:

Тубинцы являются одним из обособленных обществ абедзехского племени и говорят на том же диалекте черкесского языка. Они дерзки и занимают наиболее высокогорные и труднодоступные районы вблизи речек Пчега и Сгагваша, вплоть до снеговых вершин, южные склоны снеговых гор.

Л. Я. Люлье писал о том, что «туб» — это название местности, где живут абадзехи, и что они не связаны с убыхами.
После окончания Кавказской войны и депортации черкессов перестали существовать как народ.

## Производные топонимы
- Тубы[6]
- Тубэ (с тюрк. — «гористая местность») — небольшая речка впадающая в Къолыкъопсе в 5 км выше аула Агуй[7]. Также называется долина, занятая рекой.
- Тубэ к1эир (с адыг. — «гористая низина») — гора, расположена недалеко от Фишта[8]. По горе назван перевал Тубинский (н/к)[9].
- Также на Пшехе ранее располагался аул Туб[10]